# Kotlina Żarska
Kotlina Żarska (515.17; słow. Žiarská kotlina) – kotlina śródgórska na Słowacji, zaliczana do tzw. Bruzdy Hronu w Wewnętrznych Karpatach Zachodnich. Przez geografów słowackich zaliczana do tzw. Średniogórza Słowackiego (słow. Slovenské stredohorie). Powierzchnia kotliny wynosi ok. 120 km².
Kotlina Żarska stanowi wyraźnie wydzielającą się jednostkę geomorfologiczną. Od zachodu ograniczają ją góry Ptacznik, od północy i wschodu Góry Kremnickie, a od południowego wschodu i południa Góry Szczawnickie. Ma kształt dość regularnego trójkąta rozciągniętego w osi północ-południe. Jej długość wynosi ok. 17 km, a maksymalna szerokość ok. 11 km. Najniższy punkt dna Kotliny leży w jej południowej części, w dolinie Hronu, na wysokości ok. 200 m n.p.m.
Większa część Kotliny Żarskiej posiada klimat ciepły w odmianie kotlinowej, charakteryzującej się częstymi inwersjami temperatur. Średnie temperatury stycznia mieszczą się w granicach od –4 do –2 °C, natomiast lipca w granicach od 18,5 do 20 °C. Okres ze średnimi temperaturami dziennymi poniżej 0 °C trwa od 60 do 80 dni w roku. Roczna suma opadów wynosi od 600 do 700 mm. Pokrywa śniegowa utrzymuje się od 100 do 120 dni w roku. Najbardziej na północ wysunięte fragmenty Kotliny mają klimat nieznacznie chłodniejszy (styczeń od –5 do –2,5 °C, lipiec od 17 do 17,5 °C) i nieco większą ilość opadów (do 800 mm rocznie).